# Rambla Principal (Vilanova i la Geltrú)
La Rambla Principal és un carrer del municipi de Vilanova i la Geltrú (Garraf) protegit com a bé cultural d'interès local.

## Descripció
S'estén des de la plaça de les Neus fins al passeig Marítim. La línia del ferrocarril la talla perpendicularment en el tram inferior.
El tram que va des de la plaça de les Neus fins a la plaça Gumà rep el nom de Rambla Principal, i el tram des de la plaça Gumà fins al Passeig Marítim es diu Rambla de la Pau.
Presenta un passeig central amb arbres, dues calçades per a vehicles i dues voreres.
Els edificis, generalment, són de planta baixa i dos pisos. Estilísticament s'emmarquen en llenguatges diversos: eclecticisme, modernisme, historicisme, etc. Hi ha edificis de construcció recent que trenquen la unitat del conjunt.
Al tram inferior, a la Rambla de la Pau, s'ha construït un pas inferior per a ús exclusiu dels vianants.

## Història
L'origen és del 1754, quan la Rambla tenia 240 m. L'any 1820, amb l'enderrocament de la paret dels Caputxins, va passar a tenir 366 m. El 1854, entre els vilanovins residents a l'Havana compren unes cases per a enderrocar-les i la Rambla arriba als 600 m. És el mateix any que es posen els seients de pedra. L'any 1874, amb la compra d'altres dues cases la rambla ja té 700 m. El 1881 s'inaugura el ferrocarril, que talla la Rambla i la ciutat. El 1882 es col·loquen els bancs públics projectats per l'arquitecte municipal B. Pollés i Vivó a la Rambla de la Pau. Al segle XX ja arriba al mar (1957) i l'últim tram s'acaba el 1963.